# Burg Altenwied
Die Burg Altenwied ist eine kleine Spornburg auf dem Gebiet der Gemeinde Neustadt (Wied), Ortsteil Wied, im rheinland-pfälzischen Landkreis Neuwied.

## Lage
Die Burg liegt im nördlichen Westerwald auf 204 m ü. NN über dem Tal der Wied. Burg Altenwied steht westlich von Neustadt und der Autobahn 3 auf einem Felssporn ca. 50 Meter über der Wied an der Straße Neustadt (Wied)–Linz am Rhein (Landesstraße 251).
Die Kreisstadt Neuwied befindet sich 20 Kilometer südlich, die nächste Großstadt Bonn 25 Kilometer nordwestlich, Köln 47 Kilometer nordnordwestlich und das Rheintal 13 Kilometer westlich (alle Angaben in Luftlinie).

## Geschichte
Die Burg bestand bereits zu Beginn des 12. Jahrhunderts und bildete den Mittelpunkt eines Teiles der mittelrheinischen Besitzes der Grafen von Bilstein. Durch Gräfin Kunigunde von Bilstein gelangte sie an die Landgrafen von Thüringen.
In der Mitte des 13. Jahrhunderts gelangte sie mit den Kirchspielen Asbach, Neustadt und Windhagen durch Gräfin Mechthild von Sayn in den Besitz des Kölner Erzstiftes und wurde Sitz des Amtes Altenwied. Auch das nachfolgende nassauische Amt Altenwied (1806–1815) und die preußische Bürgermeisterei Altenwied (1817–1823) benannten sich nach der Burg.
Im Dreißigjährigen Krieg wurde die Burg 1633 von spanischen Truppen verwüstet. 1830 gelangte die Burg Altenwied und das umliegende Gebiet in den Besitz des Fürstenhauses Wied.
2003 kaufte der Windhagener Unternehmer Jürgen Wirtgen die Burg und das umliegende Forstrevier von Carl Fürst zu Wied (1961–2015). In enger Abstimmung mit der Landesdenkmalpflege ließ Wirtgen das Gebäude restaurieren und anstelle der mittelalterlichen Wohnbauten eine Villa errichten, die Stilelemente und Baumaterialien der historischen Anlage farblich aufgreift. Entstanden ist ein auffallender und weithin sichtbarer Komplex, der für die Öffentlichkeit nicht zugänglich ist.

## Anlage

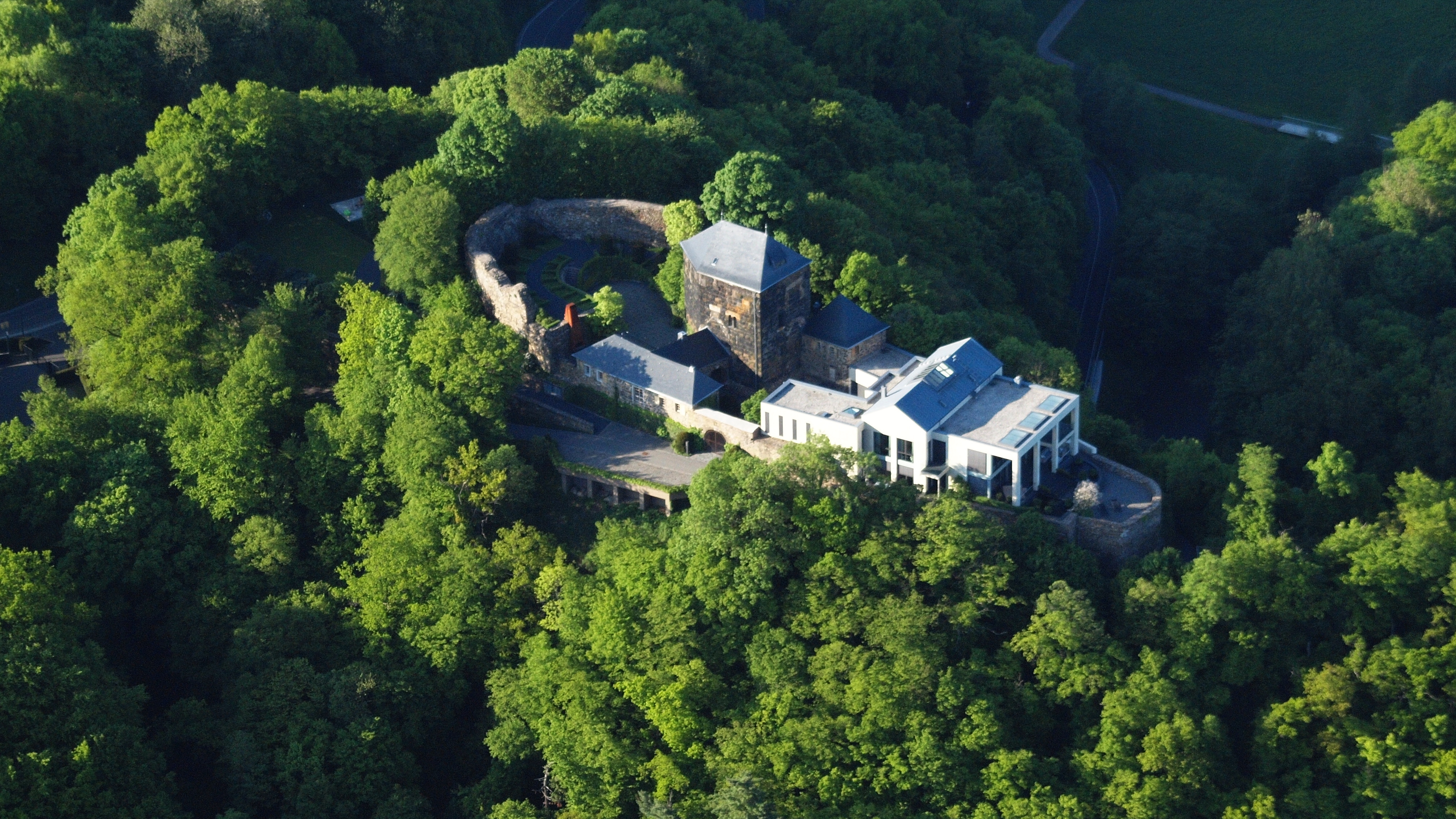
Burg Altenwied aus südlicher Richtung

Die Burganlage ist etwa 60 Meter lang und bis zu 26 Meter breit. Burg Altenwied wird dominiert von dem 17 Meter hohen fünfeckigen Bergfried, der eine Grundfläche von 15 × 9,5 Meter hat und wieder ein Dach besitzt. Andere Teile der Burg (wie z. B. die Schildmauer im Norden) sind noch erhalten bzw. wurden teilweise wieder aufgebaut. Heute ist nur eine Außenbesichtigung der bewohnten Burg möglich.